# Nové Heřminovy
Nové Heřminovy település Csehországban, a Bruntáli járásban. Nové Heřminovy Široká Niva, Zátor, Oborná, Milotice nad Opavou és Čaková településekkel határos. Lakosainak száma 357 fő (2024. január 1.).

## Népesség
A település lakosságának változását az alábbi diagram mutatja:
| Lakosok száma | 821  | 937  | 852  | 767  | 511  | 345  | 271  | 278  | 329  | 357  |
|               | 1869 | 1900 | 1921 | 1961 | 1980 | 2011 | 2016 | 2019 | 2021 | 2024 |